# Evelyn Pinching
Evelyn Pinching, née le 18 mars 1915 à Norwich et morte en décembre 1988, est une ancienne skieuse alpine britannique membre du Ladies' Ski Club de Mürren.

## Palmarès

### Jeux olympiques
| Épreuve / Édition              | Combiné |
| ------------------------------ | ------- |
| JO 1936 Garmisch-Partenkirchen | 9e      |

### Championnats du monde
| Épreuve / Édition       | Descente | Slalom géant                     | Slalom | Combiné                          |
| ----------------------- | -------- | -------------------------------- | ------ | -------------------------------- |
| Mondiaux 1935 Mürren    | 4e       | Épreuve inexistante à cette date | 5e     | 4e                               |
| Mondiaux 1936 Innsbruck | Or       | Épreuve inexistante à cette date | Argent | Or                               |
| Mondiaux 1950 Aspen     | 23e      | 22e                              | 22e    | Épreuve inexistante à cette date |

### Arlberg-Kandahar
- Meilleur résultat : 2e place du slalom 1934 à Sankt Anton et du slalom et du combiné 1935 à Mürren